# Rudi Kurz

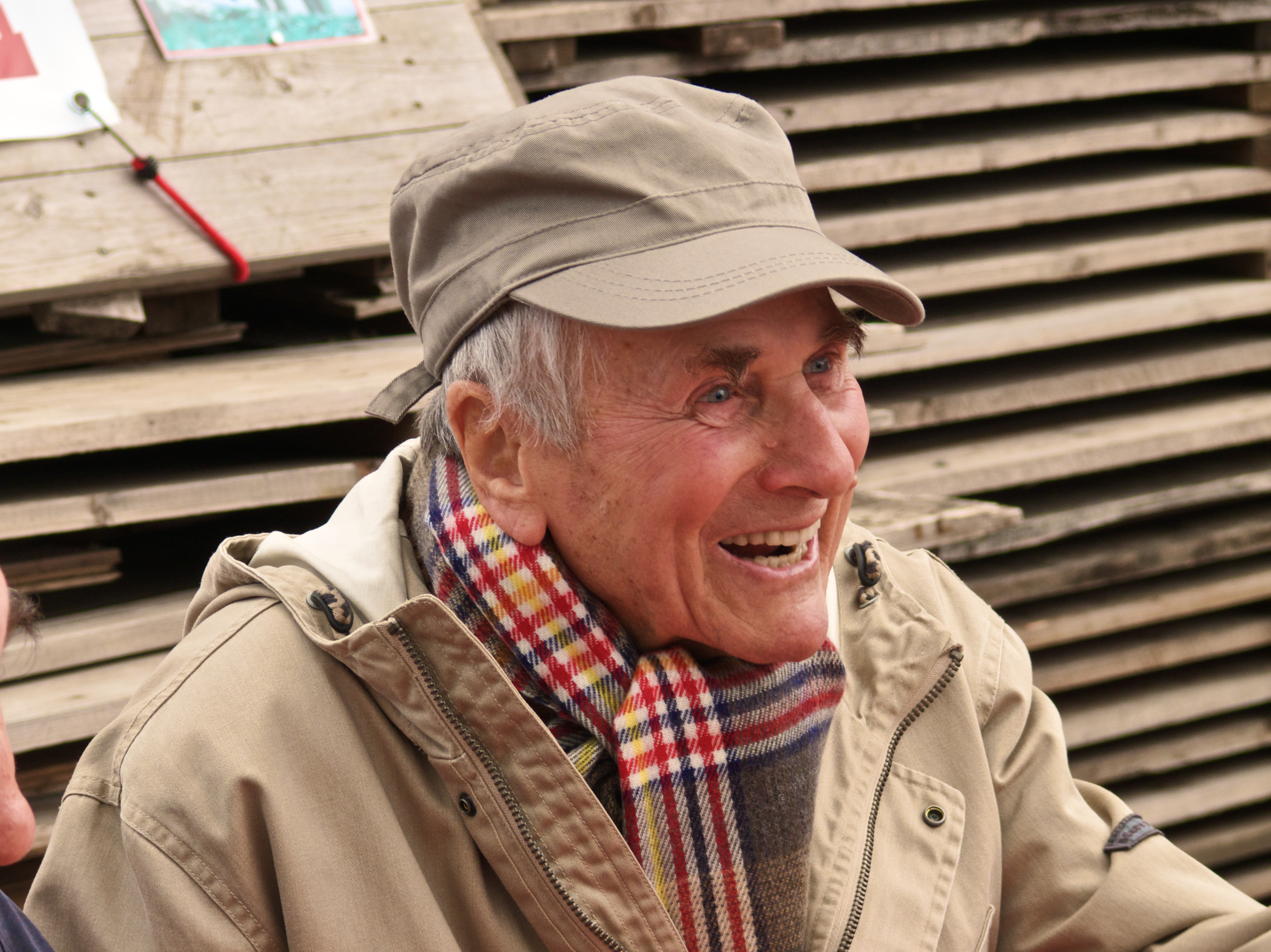
Rudi Kurz (2008)

Rudi Kurz (* 9. Mai 1921 in Ludwigshafen; † 20. Oktober 2020) war ein deutscher Drehbuchautor, Schauspieler und Regisseur.

## Leben
Kurz absolvierte ein Schauspielstudium in Mannheim. Seine Lehrzeit war die fünfjährige Arbeit als Schauspieler, Dramaturg und Oberspielleiter am Landestheater Altenburg. Danach arbeitete er fünf Jahre als Regisseur am Schauspielhaus und an den Kammerspielen in Leipzig und war Direktor des Jugendtheaters Theater der Jungen Welt. Daneben hatte er eine Dozentur an der Theaterhochschule Leipzig inne.
Von 1958 bis 1960 war Kurz erstmals im Bereich Film und Fernsehen aktiv. Er inszenierte in der Folge etwa 20 Fernsehspiele und eine Reihe von Filmen. Große Publikumserfolge in der DDR waren die fünfteiligen Fernsehfilme Das grüne Ungeheuer und Die Spur führt in den 7. Himmel ebenso wie die 13-teiligen Serien Archiv des Todes und Front ohne Gnade. Neben den politisch-biographischen Filmen (über Hans Beimler, Artur Becker und Ernst Schneller) fand unter anderem auch der dreiteilige Film Der Leutnant vom Schwanenkietz die Gunst der Fernseh-Zuschauer. Seit dem fünfteiligen Film über das Leben Manfred von Brauchitschs, Ohne Kampf kein Sieg, schrieb Kurz seine Filme selbst.
Kurz gehörte zum ständigen Autorenkreis der kommunistisch-sozialistischen Monatsschrift "RotFuchs".
Kurz starb 2020 im Alter von 99 Jahren.

## Filmografie (Auswahl)
Kino
- 1959/60: Das Stacheltier (mehrere Kurzfilme)
- 1962: Die aus der 12b

Fernsehen
- 1958: Blaues Blut und zarte Pelle
- 1960: Parole freies Deutschland
- 1961: Vielgeliebtes Sternchen
- 1962: Das grüne Ungeheuer (5 Teile)
- 1963: Die Spur führt in den 7. Himmel (5 Teile)
- 1964: Es geht nicht ohne Liebe (TV)
- 1964: Der Fund
- 1964: Licht auf den Feldern
- 1966: Ohne Kampf kein Sieg (5 Teile)
- 1967: Der Mann aus Kanada
- 1968: Treffpunkt Genf (2 Teile)
- 1969: Projekt Aqua (2 Teile)
- 1969: Hans Beimler, Kamerad (4 Teile)
- 1971: Artur Becker (3 Teile)
- 1972: Das Geheimnis der Anden (5 Teile)
- 1974: Der Leutnant vom Schwanenkietz (3 Teile; über die Arbeit eines Volkspolizisten in Berlin)
- 1977: Ernst Schneller (2 Teile; die Geschichte des Arbeiterführers, Lehrers und Kommunisten)
- 1980: Archiv des Todes (13 Teile; über das NS-Archiv Wieliczka)
- 1984: Front ohne Gnade (13 Teile; der Kampf gegen Faschismus und Krieg in Deutschland, Spanien und der Sowjetunion zwischen 1934 und 1945)
- 1986: Rund um die Uhr [Autor], (7 Teile)

## Theater (Regie)
- 1957: Carl Sternheim: Die Hose – (Städtische Theater Leipzig – Kammerspiele)
- 1958: Harald Hauser: Im himmlischen Garten (Städtische Theater Leipzig)
- 1959: Friedrich Wolf: Professor Mamlock (Städtische Theater Leipzig)
- 1960: Hedda Zinner: Leistungskontrolle – (Theater der Freundschaft)
- 1961: Friedrich Wolf: Beaumarchais oder Die Geburt des Figaro – (Volksbühne Berlin)

## Veröffentlichungen
- Hans Beimler, Kamerad. Henschelverlag, Berlin 1970.
- Das grüne und andere Ungeheuer. Theater-, Fernseh- und Lebenszeit. 334 S., zahlreiche Abbildungen. Verlag Wiljo Heinen, Böklund 2008, ISBN 978-3-939828-24-2.

Einige Erzählungen aus diesem Buch sind erschienen in:
- RotFuchs (2006 und 2007)
- Gerhard Schmidt (Hrsg.): Gespräche am deutschen Kamin. Leonhard-Thurneysser-Verlag, Berlin und Basel 2007, ISBN 978-3-939176-08-4.
- Horst Jäkel (Hrsg.): Spuren der Wahrheit. DDR – unauslöschbar. GNN-Verlag, Schkeuditz 2008, ISBN 978-3-89819-283-5, S. 279–287.